# Allobates kingsburyi
Allobates kingsburyi är en groddjursart som först beskrevs av George Albert Boulenger 1918.  Allobates kingsburyi ingår i släktet Allobates och familjen Aromobatidae. IUCN kategoriserar arten globalt som starkt hotad. Inga underarter finns listade i Catalogue of Life.